# Ortler
L'Ortler (italià: Ortles; alemany: Ortler) és una muntanya de 3.905 m, situada a la serralada homònima dels Alps d'Ortler, a la regió de Tirol del Sud, Itàlia).

## Classificació
Segons la SOIUSA, la classificació de l'Ortler és la següent:
- Gran part: Alps orientals
- Gran sector: Alps del sud-est
- Secció: Alps Rètics meridionals
- Subsecció: Alps d'Ortles
- Supergrup: Grup Ortles-Cevedale
- Grup: Grup de l'Ortles
- Subgrup: Grup de Ortles-Gran Zebrù
- Codi: II/C-28.I-A.1.c

## Galeria

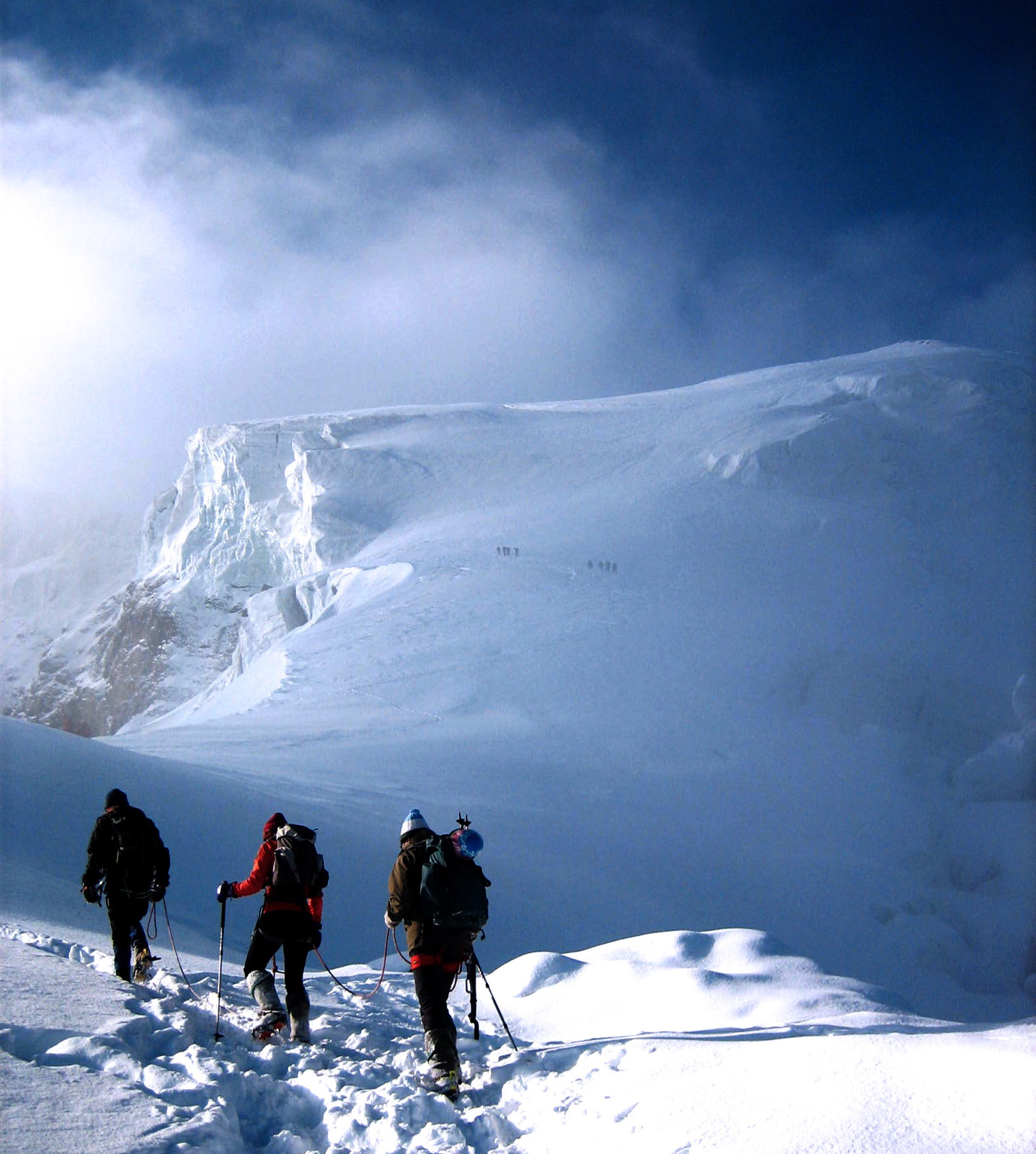
Ascensió a l'Ortler
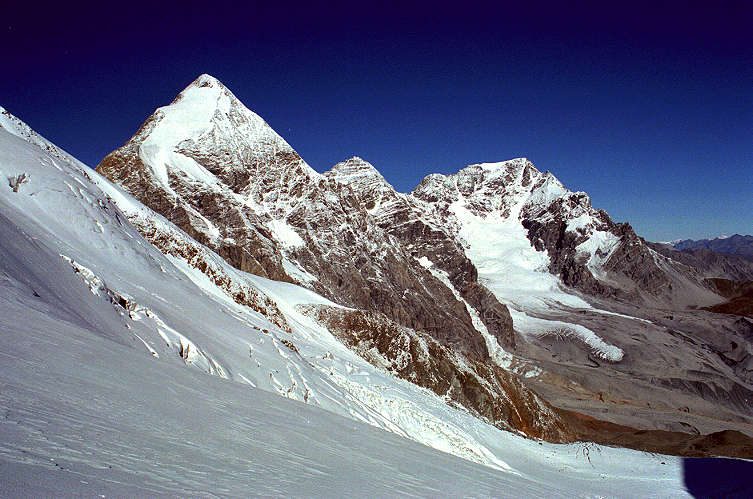
Königspitze, Zebrù i Ortler des del sud-est
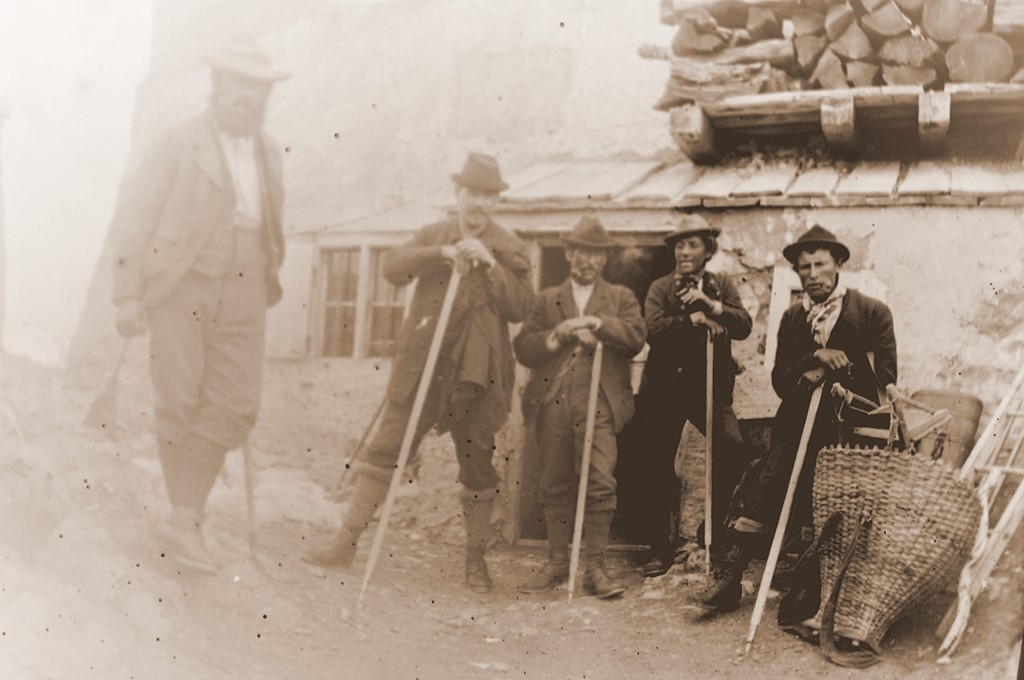
Mountaineers from Vienna at the Payer house on their way to climb the Ortler in July 1891.